# Дамерокур
Дамерокур (фр. Daméraucourt) насеље је и општина у североисточној Француској у региону Пикардија, у департману Оаза која припада префектури Бове.
По подацима из 2011. године у општини је живело 227 становника, а густина насељености је износила 26,49 становника/km². Општина се простире на површини од 8,57 km². Налази се на средњој надморској висини од 182 метара (максималној 197 m, а минималној 128 m).

## Демографија
| 1962. | 1968. | 1975. | 1982. | 1990. | 1999. | 2011. |
| ----- | ----- | ----- | ----- | ----- | ----- | ----- |
| 186   | 203   | 163   | 171   | 186   | 166   | 227   |

График промене броја становника у току последњих година